# Juxtapose
Juxtapose — пятый альбом британского музыканта Tricky в жанрах хип-хоп, трип-хоп, выпущенный на лейбле Island Records в 1999 году. В записи участвовали DJ Muggs (Cypress Hill) и Grease (известный по своей работе с DMX). Бэк-вокал исполняет Киока Уильямс (англ. Kioka Williams).

## Список композиций
1. «For Real» — 3:30
2. «Bom Bom Diggy» — 4:05
3. «Contradictive» — 3:04
4. «She Said» — 3:30
5. «I Like The Girls» — 2:57
6. «Hot Like A Sauna» — 4:19
7. «Call Me» — 3:35
8. «Wash My Soul» — 3:51
9. «Hot Like A Sauna» (Metal Mix) — 3:35
10. «Scrappy Love» — 3:16
11. «Who» (bonus track) — 3:30
12. «Bombing Bastards» (bonus track) — 5:14